# 颈沟基合蚤
颈沟基合蚤（学名：Bosminopsis deitersi）为象鼻蚤科基合溞属的唯一一個物種。分布于世界各地以及中国大陆的广东、福建、浙江、江苏、安徽、江西、湖南、湖北、四川、河北、辽宁、吉林、黑龙江、新疆等地，属于嗜暖性物种。其一般栖息于草丛化的湖泊沿岸区。